# خوسيه ساند
خوسيه جوستافو ساند (بالإسبانية: José Sand)‏ من مواليد 17 يوليو 1980 في بيلا فيستا في الأرجنتين، هو لاعب كرة قدم أرجنتيني. لعب لصالح اندية مثل كولون ونادي لانوس. وكان يلعب مع المنتخب الوطني ونادي العين الإماراتي.

## روابط خارجية
- خوسيه ساند على موقع قاعدة بيانات كرة القدم.إي يو (الإنجليزية)
- خوسيه ساند على موقع ناشيونال فوتبول تيمز (الإنجليزية)
- خوسيه ساند على موقع Soccerway.com (الإنجليزية)
- خوسيه ساند على موقع عالم كرة القدم.نت (الإنجليزية)